# Tipula bicornuta
Tipula bicornuta är en tvåvingeart som beskrevs av Alexander 1920. Tipula bicornuta ingår i släktet Tipula och familjen storharkrankar.
Artens utbredningsområde är Taiwan. Inga underarter finns listade i Catalogue of Life.